# Bockenau
Bockenau là một xã thuộc huyện Bad Kreuznach trong bang Rheinland-Pfalz, phía tây nước Đức. Xã Bockenau có diện tích 9,66 km², dân số thời điểm ngày 31 tháng 12 năm 2006 là 1266 người.